# فون بت
فون بت یک شرط‌بندی شرط‌بندی روسی است که با عنوان LLC F فعالیت می‌کند. فون بت " در سال ۱۹۹۴ افتتاح شد.
این شرکت شرط‌بندی در ورزش، مسابقات الکترونیکی و رویدادهای فرهنگی را می‌پذیرد. شرطها از طریق شرط‌بندی مبتنی بر زمین، وب سایت و برنامه‌های تلفن همراه پذیرفته می‌شوند. شبکه امتیازات شرط‌بندی فون بت دارای بیش از ۱۰۰ باشگاه در مسکو و بیش از ۱۰۰۰ شعبه در ۸۲ منطقه روسیه است.

## داستان

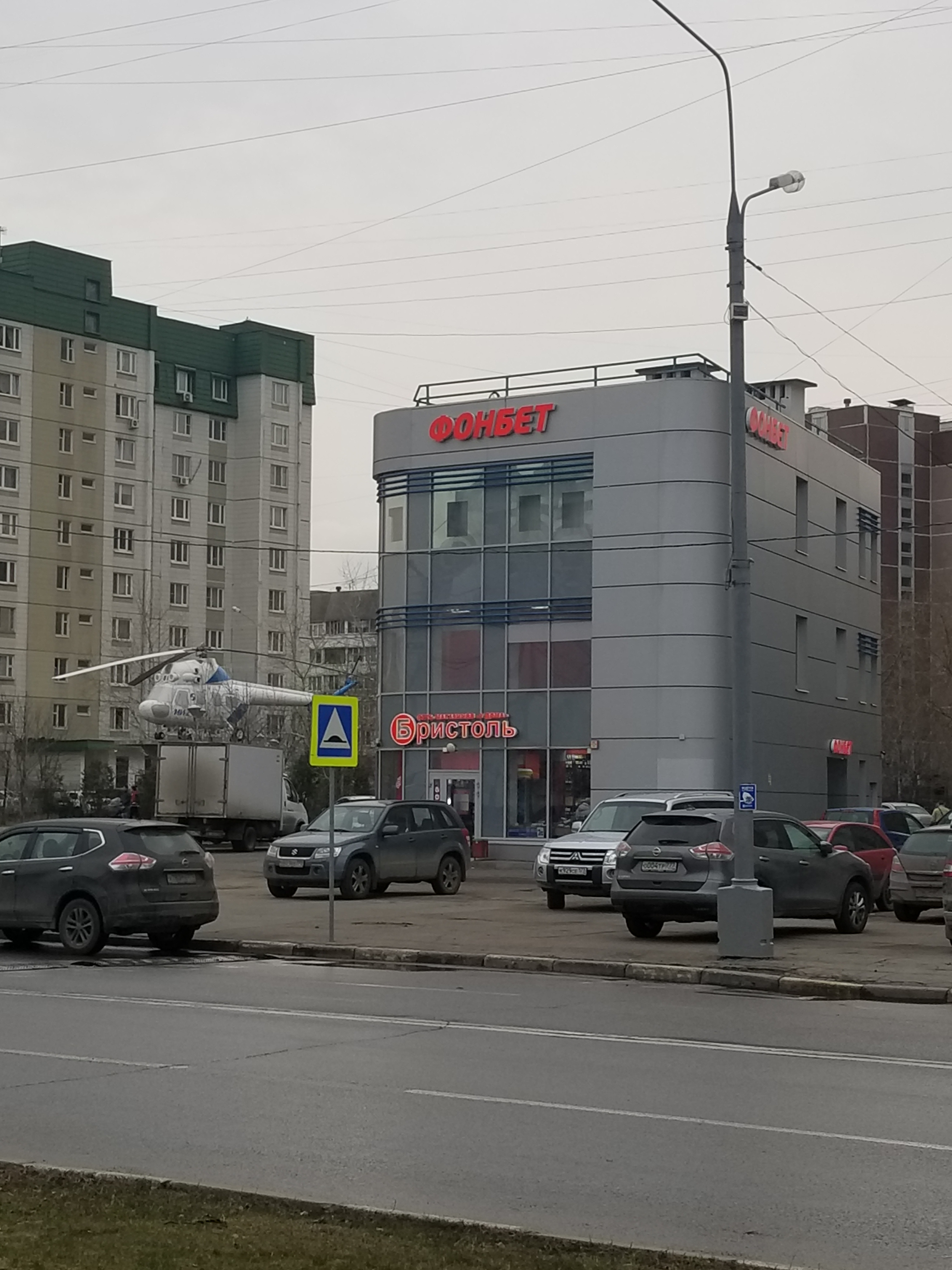
دفترشرط بندی "Fonbet" در خیابان طراح هواپیما میل در مسکو

شرکت شرط‌بندی Fonbet در سال ۱۹۹۴ تأسیس شد.
در سال ۲۰۰۹، این شرکت پس از تغییر قانون فدراسیون روسیه، فعالیت‌های خود را مجدداً سازماندهی کرد.
در سال ۲۰۱۱، این شرکت به عضویت در اولین سازمان خوتنظیم کننده بنگاه‌های شرطی روسی درآمد. در ۱۰ فوریه ۲۰۱۶، با ابتکار عمل خود، این شرکت اعضای جامعه کلک بوک سازان روسی را واگذار کرد، آنها نیز وظایف داوری داوری را انجام دادند. در همان سال، این شرکت به اتحادیه خود تنظیم کننده کتابفروشان که با ابتکار عمل تأسیس شد، پیوست و تعدادی از سازمان دهندگان قمار در بوک سازان روسی را متحد کرد.